# Complejo Hidroeléctrico de Sevan–Hrazdan

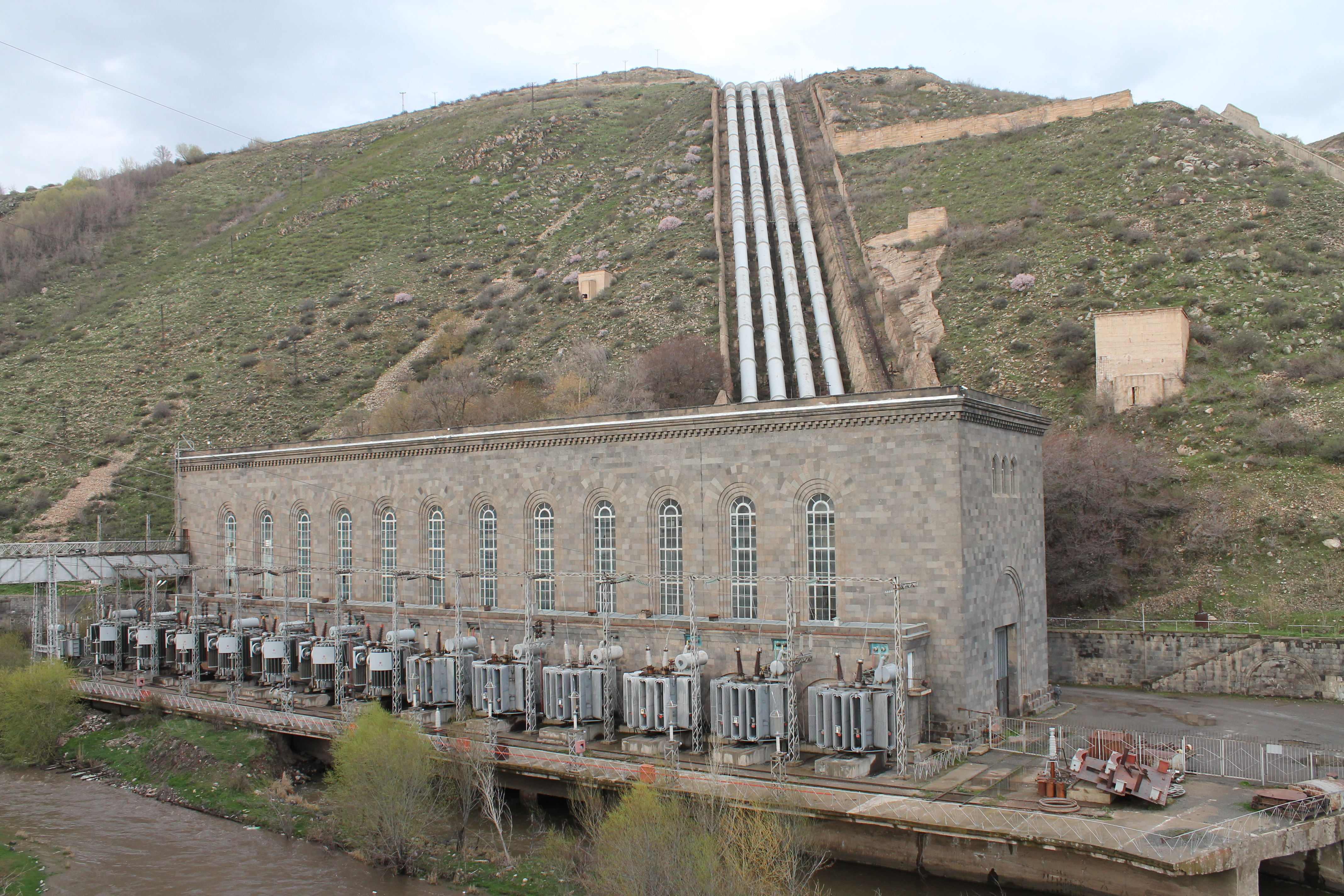
Planta hidroeléctrica de Argel

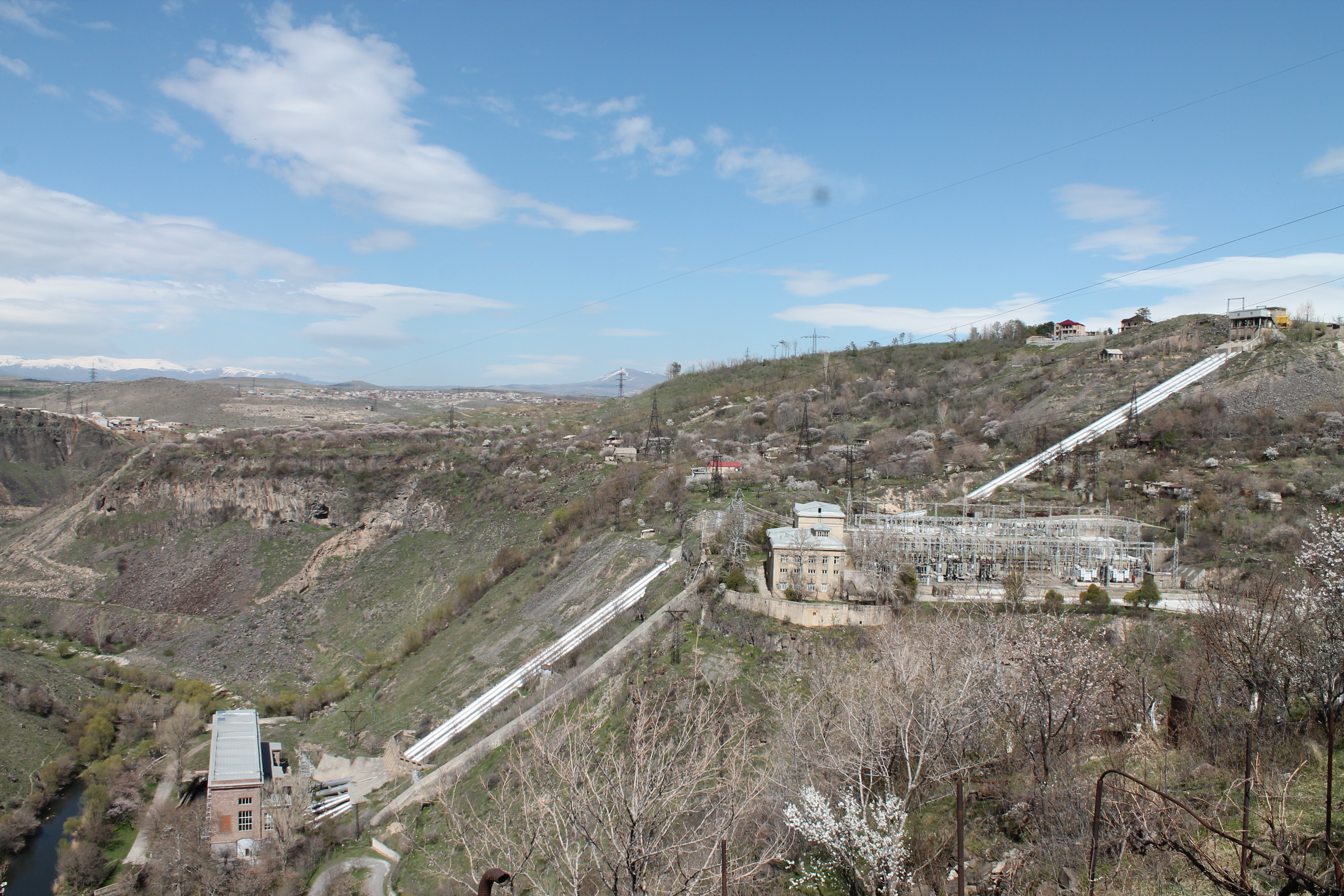
Central hidroeléctrica de Kanaker, cerca de Ereván, junto al río Hrazdan

El Complejo Hidroeléctrico de Seván–Hrazdán (en armenio: Սևան-Հրազդան Կասկադ) consiste en una serie de plantas hidroeléctricas instaladas en el río Hrazdán y sus afluentes entre el lago Seván y Ereván, en Armenia. El agua procede del lago Seván y de los tributarios del río Hrazdán y permite la irrigación del 70% de las tierras de regadío de Armenia. La sucesión de centrales es propiedad de IEC, International Energy Corporation, subsidiaria de RusHydro, empresa hidroeléctrica rusa.
La longitud de la sucesión en cascada es de unos 70 km y está formada por siete plantas hidroeléctricas, con una capacidad total de 565 MW, el 10% de la electricidad consumida en Armenia. Su operatividad depende del agua proporcionada por el lago Seván. Cinco centrales trabajan todo el año y dos lo hacen solo durante la época de regadío, cuando se necesita una mayor cantidad de agua en el sistema. Durante el invierno, la producción de electricidad es limitada.
El agua es transportada desde el lago Seván mediante diversos canales y túneles, muchos de ellos construidos en los años 1960 y pendientes de rehabilitación.
El sistema de funcionamiento se denomina «de pasada», pues utiliza la propia corriente del río, el flujo, para generar energía eléctrica. No hay retención de agua en un embalse, de modo que el funcionamiento puede variar según el caudal del río.

## Plantas hidroeléctricas
| Planta        | Año  | Número de unidades | Capacidad instalada (MW) | Capacidad disponible (MW) | Localización     | Coordenadas                                      |
| ------------- | ---- | ------------------ | ------------------------ | ------------------------- | ---------------- | ------------------------------------------------ |
| Seván HPP     | 1949 | 2                  | 34.2                     | 24                        | lago Seván       | 40°33′17″N 44°57′55.5″E / 40.55472, 44.965417    |
| Hrazdán HPP   | 1959 | 2                  | 81.6                     | 81.6                      | Vanatur          | 40°30′29.2″N 44°45′39.4″E / 40.508111, 44.760944 |
| Argel HPP     | 1953 | 4                  | 224                      | 168                       | Argel            | 40°22′44.1″N 44°36′28.5″E / 40.378917, 44.607917 |
| Arzni HPP     | 1956 | 3                  | 70.6                     | 70.6                      | Arzni            | 40°17′48.5″N 44°35′18.9″E / 40.296806, 44.588583 |
| Kanaker HPP   | 1936 | 6                  | 100                      | 87.5                      | Ereván (Kanaker) | 40°13′14″N 44°31′6″E / 40.22056, 44.51833        |
| Yereván-1 HPP | 1962 | 2                  | 44                       | 22                        | Ereván           | 40°11′22.2″N 44°29′55.5″E / 40.189500, 44.498750 |
| Yereván-3 HPP | 1960 | 1                  | 5                        | 5                         | Ereván           | 40°9′51.1″N 44°30′3.3″E / 40.164194, 44.500917   |
| Total         |      | 20                 | 559.4                    | 458.7                     | 100.7            |                                                  |

Fuente: IEC, Asbarez

## Historia
El primer modelo, Yereván, fue construida en 1923, sustituido en 1932 por Yereván-2, hasta que se construyó la primera central de la cascada, Kanaker, en 1936. En 1940 empezó la construcción de Seván, cien metros por debajo de una presa situada a la salida del lago Seván, en el río Hrazdán, pero fue detenida por la Segunda Guerra Mundial, y solo fue operativa en 1949.
La mayor central, Argel, fue inaugurada en 1953, seguida por Arzni, en 1953, Yerevan-3 en 1955, Hrazdan en 1959 y Yerevan-1 en 1962. El plan original incluía la construcción de otras tres centrales, Alto Argavand, Bajo Aravand y Noragavit, pero nunca se construyeron.
EN 2003, la cascada fue entregada a OAO Unified Energy System of Russia, a causa de una deuda de Armenia y se ocupa de la explotación IEC, International Energy Corporation, comprado por RusHydro en 2011. En 2015, esta empresa publicó sus planes de vender IEC.